# Duc d'Atri
El Duc d'Atri fou Antonio Acquaviva (n...? - 1395), un militar italià. Aquest valerós home d'armes que el 1376 dominà la rebel·lió que esclatà a Ascoli contra la Santa Seu. Havent sabut que un tal Antonello della Valle tenia oprimida amb injustícies la població de Teramo, se n'apoderà el 1390, donant mort al referit Antonello.